# Titularbistum Hospita
Hospita (ital.: Ospita) ist ein Titularbistum der römisch-katholischen Kirche.
Die in Nordafrika gelegene Stadt war ein alter römischer Bischofssitz, der im 7. Jahrhundert mit der islamischen Expansion unterging. Er lag in der römischen Provinz Numidien.
| Titularbischöfe von Hospita |                                     |                                           |                  |                |
| Nr.                         | Name                                | Amt                                       | von              | bis            |
| 1                           | José Melhado Campos                 | Koadjutorbischof von Sorocaba (Brasilien) | 22. Februar 1965 | 8. Januar 1973 |
| 2                           | Tadeusz Józef Zawistowski           | Weihbischof in Łomża (Polen)              | 12. Mai 1973     | 1. Juni 2015   |
| 3                           | Cristián Carlos Roncagliolo Pacheco | Weihbischof in Santiago de Chile (Chile)  | 23. März 2017    |                |